# Пают (окръг)
Окръг Пают (на английски: Piute County) е окръг в щата Юта, Съединени американски щати. Площта му е 1983 km², а населението – 1556 души (2010). Административен център е град Джънкшън.